# Franz Jonas
Franz Josef Jonas ( [fʀanʦ ˈjoːnas]; 4. října 1899 Vídeň - Floridsdorf – 24. dubna 1974 Vídeň) byl rakouský politik za stranu SPÖ (Sociálně demokratická strana Rakouska) a rakouský spolkový prezident od roku 1965 do své smrti. Byl po obou rodičích původem z moravské Vysočiny. Jeho otec Josef Jonáš, zemědělský dělník, odešel r. 1895 z rodné Kamenice u Jihlavy a usadil se ve Floridsdorfu, který je od r. 1905 součástí Vídně. Pracoval na stavbě Nussdorfského zdymadla, pak získal stálé místo ve šroubárně. Oženil se s Kateřinou Rokosovou, krajankou z Pavlova u Třeště.
Byl povoláním sazeč. Jako člen SPÖ se po druhé světové válce zapojil do společné politiky Rakouska a stal se starostou Vídně (1951–1965). V roce 1965 byl zvolen federálním prezidentem, v roce 1971 byl do stejné funkce zvolen na další volební období. To už nedokončil, neboť roku 1974 ve věku 74 let zemřel ještě ve funkci, stejně jako všichni předešlí rakouští pováleční prezidenti.

## Vyznamenání
- Bavorský řád za zásluhy – Bavorsko, 19. listopadu 1960[5]
- velkokříž s řetězem Řádu bílé růže – Finsko, 1972[6]
- velkokříž s řetězem Řádu zásluh o Italskou republiku – Itálie, 30. prosince 1971[7]
- velký záslužný řád s hvězdou a šerpou Záslužného řádu Spolkové republiky Německo – Německo, 1958
- velkokříž s řetězem Řádu svatého Olafa – Norsko, 1966
- velká čestná dekorace ve stříbře na stuze Čestného odznaku Za zásluhy o Rakouskou republiku – Rakousko, 1960
- rytíř Řádu Rajamitrabhorn – Thajsko, 17. ledna 1967[8]